# Santiago de Machaca
Santiago de Machaca è un comune (municipio in spagnolo) della Bolivia nella provincia di José Manuel Pando (dipartimento di La Paz) con 4.808 abitanti (dato 2010).

## Cantoni
Il comune è suddiviso in 6 cantoni (popolazione 2001):
- Bautista Saavedra - 168 abitanti
- Berenguela - 602 abitanti
- Exaltación - 478 abitanti
- General José Ballivian - 358 abitanti
- Santiago de Huari Pujio - 130 abitanti
- Santiago de Machaca - 2.666 abitanti